# John Ravenscroft
Pour les articles homonymes, voir Ravenscroft.
John Ravenscroft né vers 1665 à Londres; mort le 16 septembre 1696 à Rome est un compositeur et violoniste britannique.

## Biographie
John Ravenscroft, provient d'une famille de juristes et d'un milieu bien aisé. En tant que catholique, il étudie d'abord au Collège anglais de Douai à Douai, où il a reçu ses premières leçons de violon. À partir de 1688, il séjourne de façon permanente à Rome à des fins d'études et se décrit comme un élève Arcangelo Corelli, mais cela n'est pas considéré comme certain. À Rome il publie en 1695 douze sonates en trio op.1, sous le nom de Giovanni Ravenscroft. Six autres sonates en trio ont suivi à titre posthume sous le nom de Sonates ou Chamber Airs, publiées à Londres en 1708. En 1697 il tombe gravement malade et rédige son testament le 9 octobre. Ravenscroft est décédé trois jours plus tard et a été enterré dans l'église Santa Maria del Popolo, laissant une collection de 5 violons et 44 peintures.
Dans sa succession se trouvaient aussi six autres sonates en trio, publiées à Londres en 1708 à titre posthume op.2, Vivit post Funera Virtus chez l'éditeur Isaak Vaillant.  Neuf des sonates de l'op.1 sont publiés vers 1735, près de 40 ans après sa mort, incorrectement nommées op.7 de Corelli par Michel-Charles Le Cène à Amsterdam.